# Agnes van den Bossche
Agnes van den Bossche (ur. 1435–1440 w Gandawie, zm. 1504 tamże) – flamandzka malarka tworząca w Brugii.
W 1480 roku kobiety miały, jak mówią źródła, stanowić jedną czwartą wszystkich członków gildii malarzy w Brugii (Gildia św. Jana Chrzciciela). Nazwiska większości z nich zostały zapomniane. Wiele wdów po wielkich mistrzach malarskich prowadziło dalej warsztaty swych mężów, ale tylko nieliczne zostawały samodzielnymi mistrzyniami cechowymi. Jedną z nich była Agnes van den Bossche.
Nie jest znana dokładna data jej narodzin. Przypuszczalnie urodziła się w latach 1435–1440 w Gandawie. Pochodziła ze znanej rodziny malarzy. Jej ojcem był Tristran van den Bossche, malarz chorągwi; brat Lievin również parał się malarstwem. Agnes tworzyła początkowo w Gandawie, w której wyszła za mąż za Heinrica Crabbe. W 1468 była już wdową. Wiadomo, że w 1468 lub 1469 roku została wyzwolona na mistrzynię cechu malarzy brugijskich. Po objęciu stanowiska dziekana w gildii przez Hugona van der Goesa zaczęła otrzymywać poważniejsze zamówienia: malowanie retabulów, dekoracji procesji, wykonywała też polichromię i złocenia posągów oraz rzeźb, a także tworzyła wizerunki patronów do dzieł złotniczych i kamiennych rzeźb. Jej specjalizacją było projektowanie i malowanie chorągwi, banerów i sztandarów. W 1476 wykonała kilka proporców, które wykorzystano rok później podczas ceremonialnej wizyty w mieście (joyeuse entrée) księżnej Marii. Pomiędzy 1481 a 1482 otrzymała zamówienie na wykonanie wielkiej chorągwi wojennej miasta Gandawy. Praca ta znajduje się obecnie w Bijlokemuseum w Gandawie. W latach 1474, 1482 i 1483 pracowała nad ozdobieniem baldachimu do posągu Madonny Dziewicy, który należał do katedry w Tournai. Baldachim był używany podczas dorocznych najważniejszych procesji odbywających się w Tournai. W latach 1483–1484 wykonała na zlecenie proporzec, na którym umieszczony był wizerunek św. Antoniego.